# Johanne Gonthier
Johanne Gonthier (3 novembre 1954 à Montréal au Québec) est une femme politique québécoise. Elle a été la députée libérale de la circonscription de Mégantic-Compton à l'Assemblée nationale du Québec de 2007 à 2012. Elle est la fille de l'ancienne députée de la même circonscription, Madeleine Bélanger, et la belle-fille de son époux Fabien, député de la même circonscription avant Madeleine.

## Biographie

### Jeunesse et formation
Johanne Gonthier détient un diplôme d'études collégiales en sciences humaines au Cégep de Rosemont depuis 1974.
Elle occupe diverses fonctions en relations publiques, en communication et en marketing événementiel au sein de différentes entreprises et organismes de 1974 à 1982. Elle est vice-présidente de la section de Montréal pour le Groupe Houston/Edelman relations publiques mondiales de 1982 à 2001, puis directrice générale de la Chambre de commerce de la région de Mégantic de 2003 à 2007.

### Carrière politique
Elle est élue députée du Parti libéral dans Mégantic-Compton en 2007, et réélue en 2008, pendant son premier mandat, elle est adjointe parlementaire au ministre des Ressources naturelles et de la Faune, Claude Béchard. À la suite des élections de 2008, elle devient l'adjointe parlementaire de la ministre de l'Emploi et de la solidarité sociale Julie Boulet, poste qu'elle occupera jusqu'à ce qu'elle ne se représente pas aux élections de 2012.